# ميخائيل بي. إيرلي
ميخائيل بي. إيرلي هو سياسي أمريكي، ولد في 10 مارس 1918، وتوفي في 29 مارس 1993. نشط حزبياً في الحزب الديمقراطي. وقد انتخب عضو جمعية ولاية ويسكونسن ‏.